# Jakub Smrž
Jakub Smrž (né le 7 avril, 1983 à České Budějovice, République tchèque) est un pilote moto professionnel courant actuellement en Championnat du monde de Superbike.

## Carrière
Ses premiers pas en compétition se sont déroulés lors du Championnat du monde de vitesse moto 2000 en 125 cm3, il terminera à la 17e place en 2001. À partir de 2002, il court également en 250 cm3, et ce jusqu'en 2006.
Il intègre le Championnat du monde de Superbike en 2007 à la surprise générale, afin de remplacer Roberto Rolfo au sein de l'équipe Ducati. Grâce à sa Ducati 999 F05, il perturbe fréquemment le Top16 des qualifications. Il finit sa première saison treizième avec une septième place comme meilleur résultat.
En 2008, il pilote une Ducati 1098 RS 08 pour l'équipe Guandalini Racing by Grifo's et termine la saison 13e, assurant sa place dans l'équipe pour 2009.
En 2009, il monte pour la première fois sur le podium, à la troisième place, lors de la quatrième manche de la saison à Assen et réalise sa première pole position lors de la huitième à Misano.